# Fritz Hartlauer

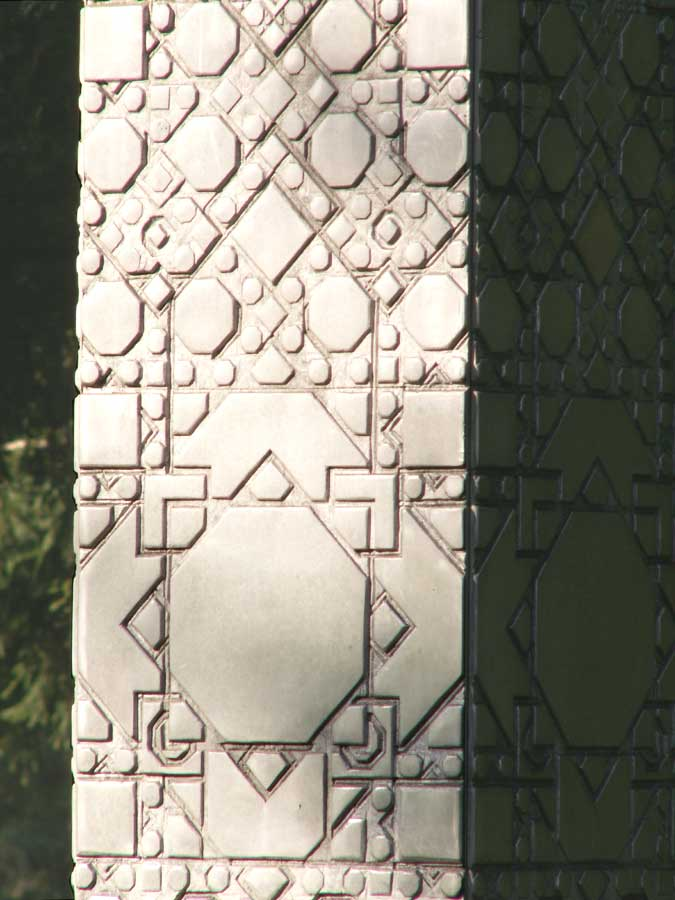
Detail van Senkrechter Auszug aus der Urzelle (1982/84)

Friedrich (Fritz) Hartlauer (Kumberg, 1919 – Graz, 6 september 1985) was een Oostenrijkse beeldhouwer en graficus.

## Leven en werk
Hartlauer had voor de Tweede Wereldoorlog een technische opleiding gevolgd en was tot 1945 in militaire dienst. Gedurende deze jaren had hij reeds sculpturen vervaardigd. Van 1945 tot 1948 was hij ingeschreven als Gastschüler aan de kunstopleiding van de Ortweinschule in Graz, waar hij ook zijn diploma behaalde, maar hij ontwikkelde zich als autodidact. Hij bestudeerde het menselijk hoofd en maakte de overgang van het naturalisme naar de abstracte kunst. Vanuit de studie van het hoofd kwam hij tot de centrale motieven in zijn verdere werk, de Urzelle (de "oercel"), de achthoek en het kruisteken. Vanaf 1955 werd zijn werk gekenmerkt door het geometrisch-symbolisme. Hij maakte werken voor de openbare ruimte en kerken in steen, brons en aluminium.
In 1962 behoorde hij tot de deelnemers aan het Symposion Europäischer Bildhauer van de beeldhouwer Karl Prantl in Sankt Margarethen im Burgenland en in 1965 was hij betrokken bij het symposium Forum Stadtpark Graz. In 1967 werd werk van Hartlauer geselecteerd voor het Oostenrijkse paviljoen op de Wereldtentoonstelling van 1967 in Montreal (Canada). In 1979 volgde zijn benoeming tot hoogleraar in Wenen en in 1982 ontving hij de Würdigungspreis des Landes Steiermark.
De kunstenaar maakte op 6 september 1985 een einde aan zijn leven. Hij ligt begraven op het Leonhardfriedhof in Graz. In 2005 werd ter gelegenheid van zijn twintigste sterfjaar een overzichtstentoonstelling georganiseerd door Minoriten Galerien Graz.

## Enkele werken
- Altarwand Evangelische Kirche (1966) in Peggau
- Sandsteinskulptur Hochhaus (1967) in Graz
- Urzellenmotiv (aluminium) (1973) in Graz
- Fassade Styris Verlags- und Druckhaus (1974) in Graz
- Altarkreuz Katholisches Bildungshaus (1974) in Graz
- Urzellen Stadtpfarrkirche zum Hl. Blut (1977) in Graz-Mariatrost
- Senkrechter Auszug aus der Urzelle (1982/84)[3], Österreichischer Skulpturenpark in Unterpremstätten